# Hafik (district)
Hafik is een Turks district in de provincie Sivas en telt 9.519 inwoners (2007). Het district heeft een oppervlakte van 2404,3 km². Hoofdplaats is Hafik.
De bevolkingsontwikkeling van het district is weergegeven in onderstaande tabel.
| 1997   | 2000   | 2007  |
| ------ | ------ | ----- |
| 19.927 | 19.213 | 9.519 |